# Eisheilige
Zu den Eisheiligen, auch Gestrenge Herren, Eismänner oder Maifröste genannt, zählen mehrere Namenstage von katholischen Heiligen im Mai, an denen verschiedenen regionalen Bauernregeln zufolge die letzten Frostnächte des Frühjahrs möglich sind.
Die Namenstage beziehen sich auf den julianischen Kalender. Wegen der Verschiebung durch die gregorianische Kalenderreform 1582 sind die mit den Namenstagen verknüpften Bauernregeln heutzutage erst eine gute Woche nach dem Gedenktag des jeweiligen Heiligen anzuwenden.

## Die Eisheiligen und ihre Gedenktage
1. Mamertus (5. Jhd.), Erzbischof von Vienne – 11. Mai
2. Pankratius (3./4. Jhd.), Märtyrer – 12. Mai
3. Servatius (4. Jhd.), Bischof von Tongeren – 13. Mai
4. Bonifatius (3./4. Jhd.), Märtyrer – 14. Mai
5. Sophia (3./4. Jhd.), Märtyrerin – 15. Mai

In der katholischen Kirche Norddeutschlands gilt Mamertus als erster Eisheiliger, in der katholischen Kirche Süddeutschlands, der Deutschschweiz und Österreichs Pankratius. „Eismänner“ bezeichnet meist nur Pankraz, Servaz und Bonifaz, die „Kalte Sophie“ wurde beigefügt. Dies kann damit erklärt werden, dass die manchmal von Norden her kommende Kaltluft in Süddeutschland etwa einen Tag später eintrifft.

## Landwirtschaftlicher Hintergrund der Bauernregel
Die Bauernregeln mit den Eisheiligen geben mittelalterliche regionale Sondererfahrungen wieder. Es gibt einander widersprechende regionale Regeln. Ohne das Wissen, aus welcher Gegend die Variante der Regel mit den Eisheiligen kommt, ist sie wertlos. Zudem wurde sie wahrscheinlich während einer mittelalterlichen Kälteperiode aufgestellt.
In der Kleinen Eiszeit von Anfang des 15. Jahrhunderts bis in das 19. Jahrhundert hinein traten häufig sehr kalte, lang andauernde Winter und niederschlagsreiche kühle Sommer auf. Mitte des 17. Jahrhunderts und noch bis zur Mitte des 19. Jahrhunderts drangen in den Alpen zweimal die Gletscher vor und zerstörten Gehöfte und Dörfer. In vielen Landstrichen kam es nicht selten zu Hungersnöten. Die durchschnittliche Vegetationsperiode war kürzer als heute; dies stellte die Bauern (gerade in kühlen Landesteilen, z. B. im Osten Deutschlands und in den Mittelgebirgen) jedes Jahr vor ein Dilemma: Wenn sie zu spät aussäten, fiel die Ernte gering aus; wenn sie zu früh aussäten, waren die jungen Pflanzen von Frühlingsfrösten bedroht. Laut der mittelalterlichen Bauernregel werde das milde Frühlingswetter erst mit Ablauf der „Kalten Sophie“ (15. Mai) stabil. Die Bauernregel wurde tradiert, da Bodenfrost eine Saat vernichten kann. Die Aussaat durfte also erst nach der „Kalten Sophie“ erfolgen.

## Klimatologischer Befund
In der Meteorologie stellen die Eisheiligen eine Singularität dar.
Anfang Mai sind die Temperaturen in Mitteleuropa manchmal bereits recht hoch. Hohe Temperaturen können aber unterbrochen werden, wenn kalte Polarluft nach Mitteleuropa strömt. Ist der Himmel unter Hochdruckeinfluss klar, so kann die nächtliche Abstrahlung zu Bodenfrost führen.
In der Klimageschichte wechselten Warmzeiten und Kaltzeiten immer wieder unregelmäßig ab. So gab es von 950/1000 bis 1200/1300 die mittelalterliche Warmzeit; sie begünstigte die Besiedlung kälterer Teile Europas sowie Ackerbau und Viehzucht. Dieser Periode folgte die Kleine Eiszeit (Anfang des 15. bis in das 19. Jahrhundert hinein). Auch in der Kleinen Eiszeit gab es erhebliche Klimaschwankungen; zum Beispiel waren die Zeiträume von 1570 bis 1630 und von 1675 bis 1715 besonders kalt.
Seit dem Ende der Kleinen Eiszeit und insbesondere gegen Ende des 20. Jahrhunderts sind die Vegetationsperioden zunehmend länger und Frosteinbrüche im Frühjahr seltener, kürzer und auch weniger streng als früher.
Das Klima in Deutschland ist regional sehr unterschiedlich; großräumige Wetterphänomene werden von lokalen Wetterereignissen überlagert (sowohl abgeschwächt als auch verstärkt). So wurden beispielsweise in Trier im Zeitraum von 1951 bis 1961 durchschnittlich 0,4 Frosttage im Mai gemessen (das sind vier Tage innerhalb von zehn Jahren), von 1991 bis 2006 dagegen keine. Der Frühlingsbeginn liegt offenbar einige Tage früher als vor Jahren.
Betrachtet man in Deutschland die letzten 100 Jahre und definiert den möglichen Zeitraum der Eisheiligen (ohne Berücksichtigung der Kalenderreform) zwischen dem 8. und 18. Mai, so ergibt sich eine Wahrscheinlichkeit von 39 Prozent für ein Temperaturspektrum um +10 Grad (+/− 2 Grad). In 61 Prozent der Fälle trafen die Eisheiligen nach heutigem Kalender nicht zu. Andererseits wird berichtet, ein tatsächlicher kurzer Temperaturrückgang in der Zeit um den 22. Mai sei wissenschaftlich bestätigt. Dies entspräche genau dem Zeitraum der Eisheiligen im 15. Jahrhundert.
Langjährige Messreihen in Payerne (Schweiz) zeigen keine Häufung von Frost während der Eisheiligen (weder nach julianischem noch nach gregorianischem Kalender). Doch tritt in der überwiegenden Mehrheit der Jahre mindestens ein- oder zweimal im Mai Bodenfrost auf, in knapp der Hälfte der Jahre gibt es im Mai mehr als zwei Tage mit Bodenfrost. In ganz seltenen Fällen kann es auch noch im Juni zu Bodenfrost kommen und Hitzetage während der Eisheiligen kommen vereinzelt auch vor.
50-jährige Messreihen der Zentralanstalt für Meteorologie und Geodynamik, heute GeoSphere Austria zeigen für verschiedene Orte in Österreich einen deutlichen Temperatureinbruch zur Zeit der durch die Gregorianische Kalenderreform verschobenen Eisheiligen, was in hohen Lagen zu Frost führen kann.

## Sonstiges
Ein weiterer Kälteeinbruch im Juni ist unter dem Namen Schafskälte bekannt.

## Bauernregeln und Sprichwörter
Im Laufe der Zeit haben sich verschiedene Bauernregeln und Sprichwörter entwickelt, die auf die Eisheiligen Bezug nehmen:
- Pankraz, Servaz, Bonifaz
machen erst dem Sommer Platz.
- Vor Bonifaz kein Sommer,
nach der Sophie kein Frost.
- Vor Nachtfrost du nie sicher bist,
bis Sophie vorüber ist.
- Servaz muss vorüber sein,
will man vor Nachtfrost sicher sein.
- Pankrazi, Servazi und Bonifazi sind drei frostige Bazi.
Und zum Schluss fehlt nie die Kalte Sophie.
- Pankraz und Servaz sind zwei böse Brüder,
was der Frühling gebracht, zerstören sie wieder.
- Pflanze nie vor der Kalten Sophie.
- Mamerz hat ein kaltes Herz.
- Die Kalte Sophie macht alles hie. (bairisch: hie = hin, kaputt)
- Mamertius, Pankratius, Servatius bringen oft Kälte und Verdruss.

## Kirchengeschichte
Außerhalb der reformierten Kirchen zählen die Eisheiligen zu den Wetterheiligen; sie waren Bischöfe und christliche Märtyrer im 4. oder 5. Jahrhundert.